# Pulau Mangkai
Pulau Mangkai är en ö i Indonesien.   Den ligger i provinsen Kepulauan Riau, i den nordvästra delen av landet, 1 000 km norr om huvudstaden Jakarta. Arean är 2,5 kvadratkilometer.
Terrängen på Pulau Mangkai är lite kuperad. Öns högsta punkt är 153 meter över havet. Den sträcker sig 1,7 kilometer i nord-sydlig riktning, och 2,9 kilometer i öst-västlig riktning.